# Strada statale 38 var Variante di Morbegno
La strada statale 38 var Variante di Morbegno (SS 38 var) è una strada statale italiana.

## Percorso
La strada statale 38 var ha origine presso lo svincolo di Fuentes, da cui ha inizio anche la vecchia SS 38; la variante, che ha caratteristiche di superstrada e corre parallelamente al fiume Adda, si ricongiunge alla SS 38 nel comune di Ardenno.
La strada ha una lunghezza di 19 Km ed è interamente gestita dal Compartimento di Milano di ANAS.
Il primo tratto fino a Cosio Valtellino (uscita Morbegno Ovest) è stato aperto al traffico il 31 luglio 2013 ed è composto da due corsie per senso di marcia. Il secondo tratto da Cosio Valtellino al comune di Ardenno (uscita Morbegno Est) è stato aperto il 29 ottobre 2018 ed è composto da una corsia per senso di marcia. Tutto il tratto è una prosecuzione senza soluzione di continuità della superstrada SS 36 che arriva da Milano.